# Siphona sola
Siphona sola is een vliegensoort uit de familie van de sluipvliegen (Tachinidae). De wetenschappelijke naam van de soort is voor het eerst geldig gepubliceerd in 1959 door Louis Mesnil. Het holotype, lengte 3 mm,  werd door Erwin Lindner in mei/juni 1952 verzameld bij Usangi in het noorden van het Pare-gebergte (noordelijk van de Kilimanjaro in Tanzania) tijdens een Duitse zoölogische expeditie.